# Allium tuberosum

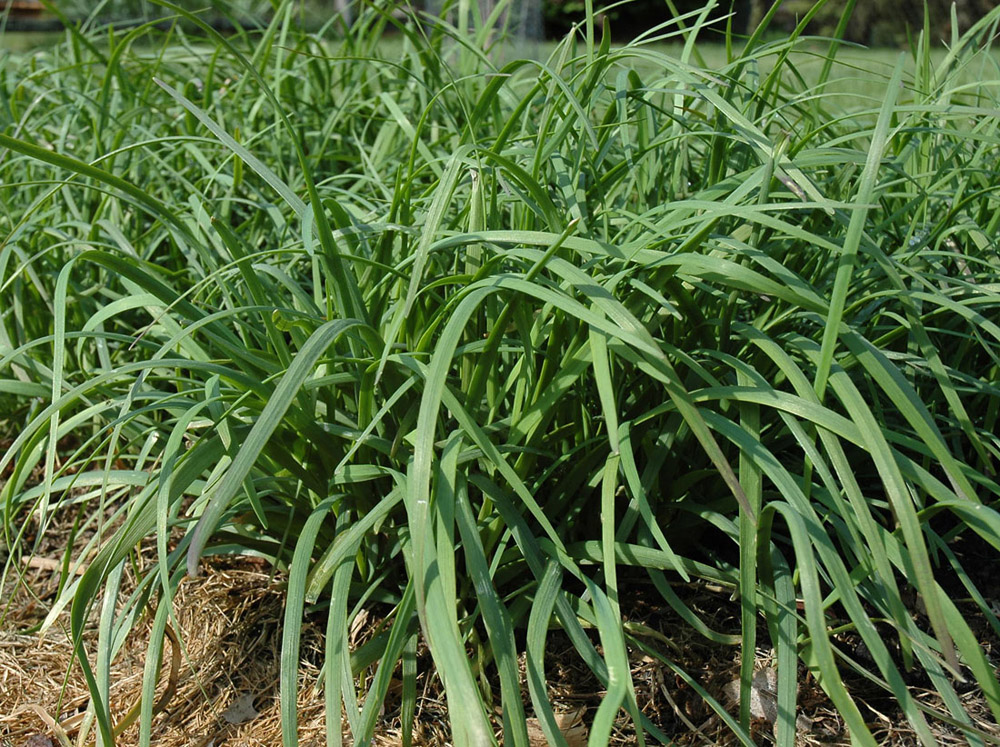
Como hierba de jardín

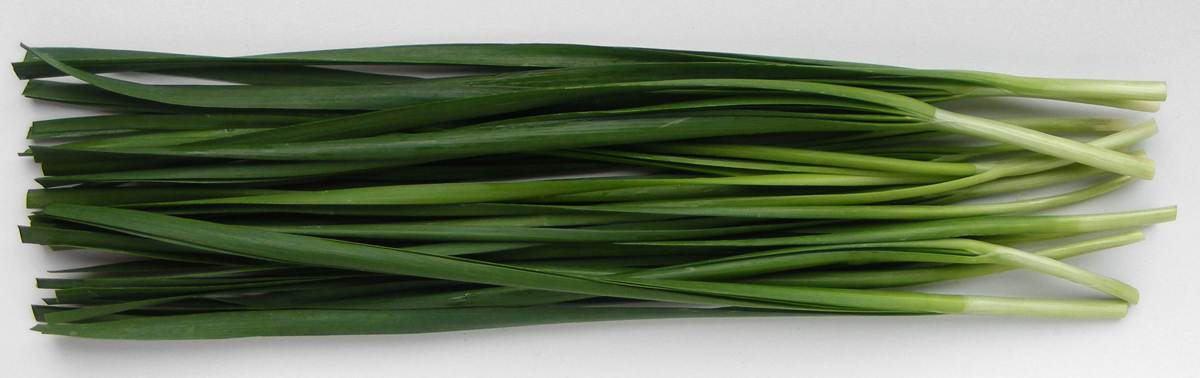
cortado y preparado para la cocina

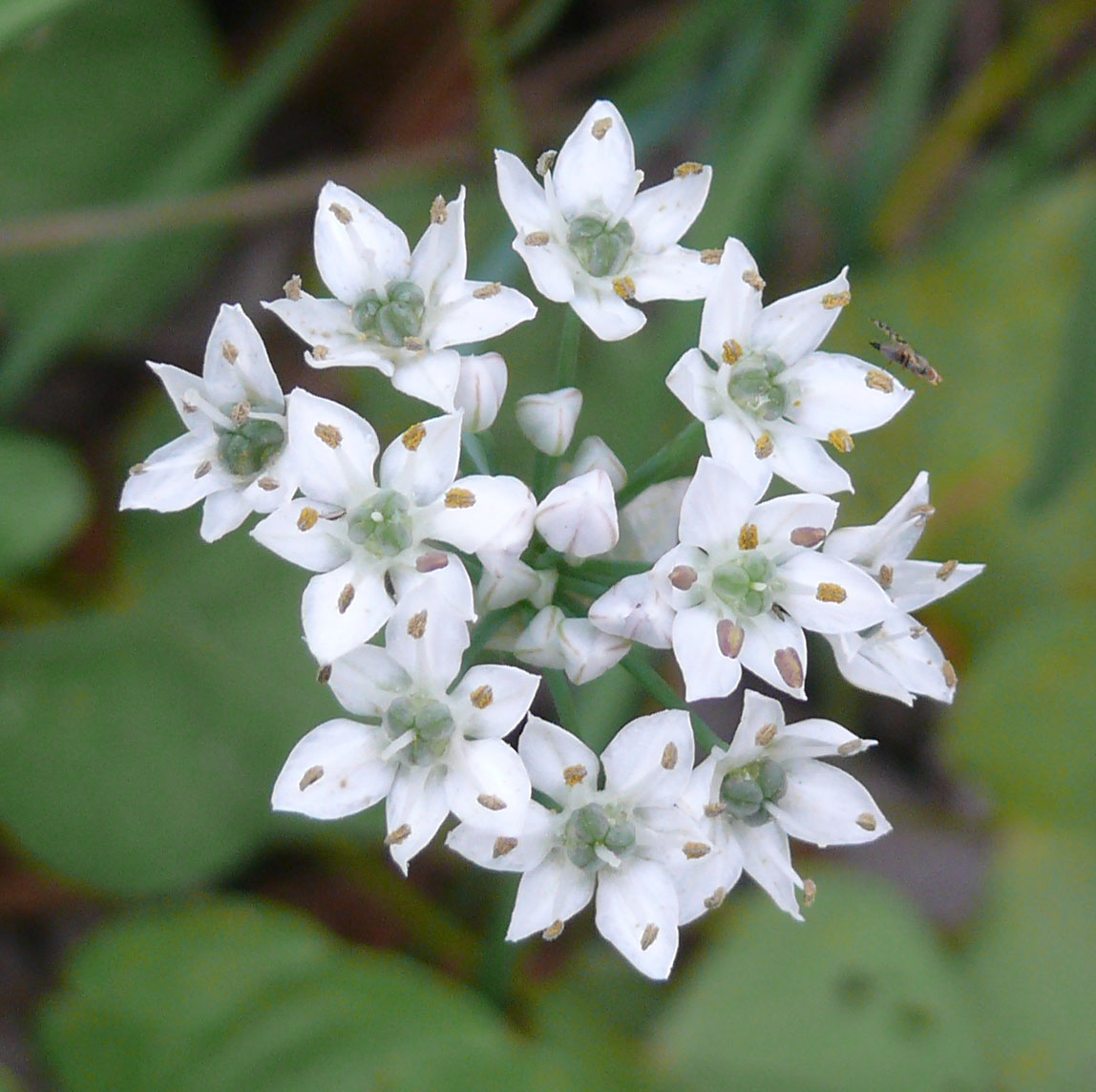
Inflorescencia

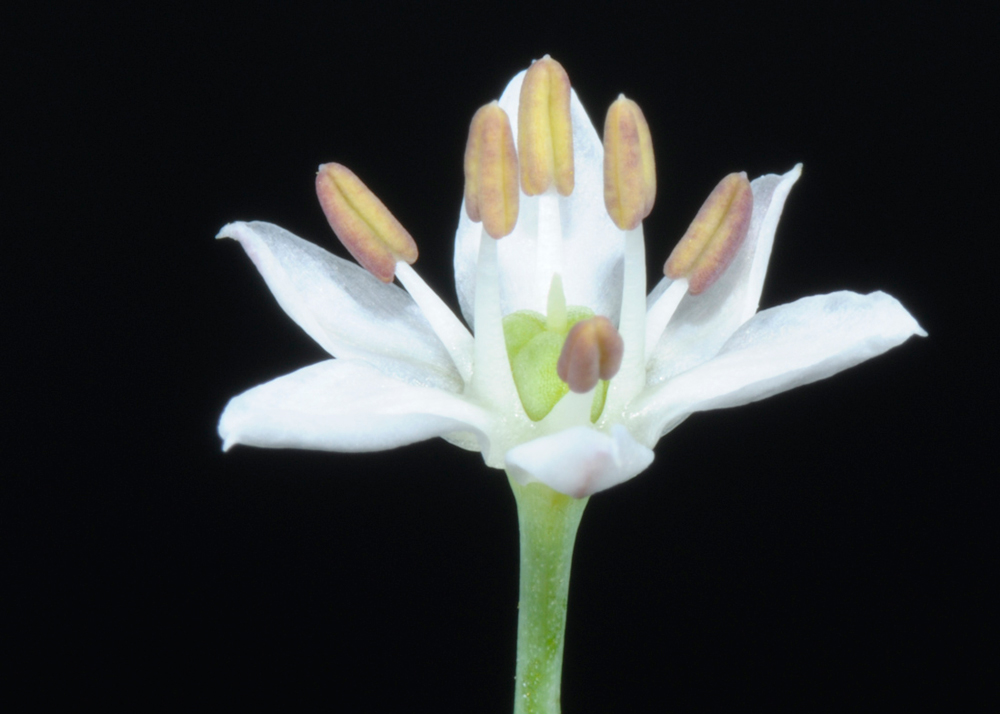
Detalle de la flor

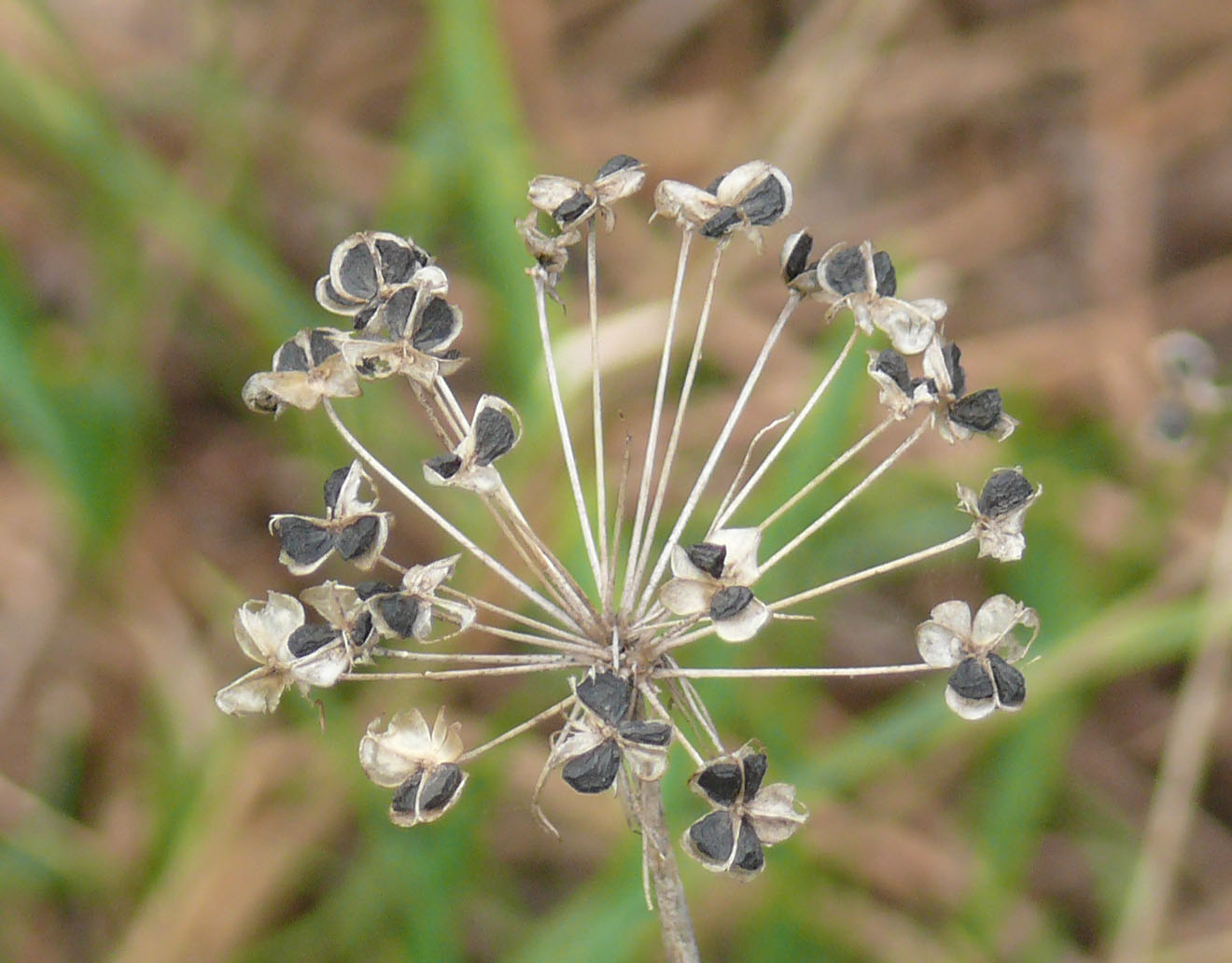
Semillas

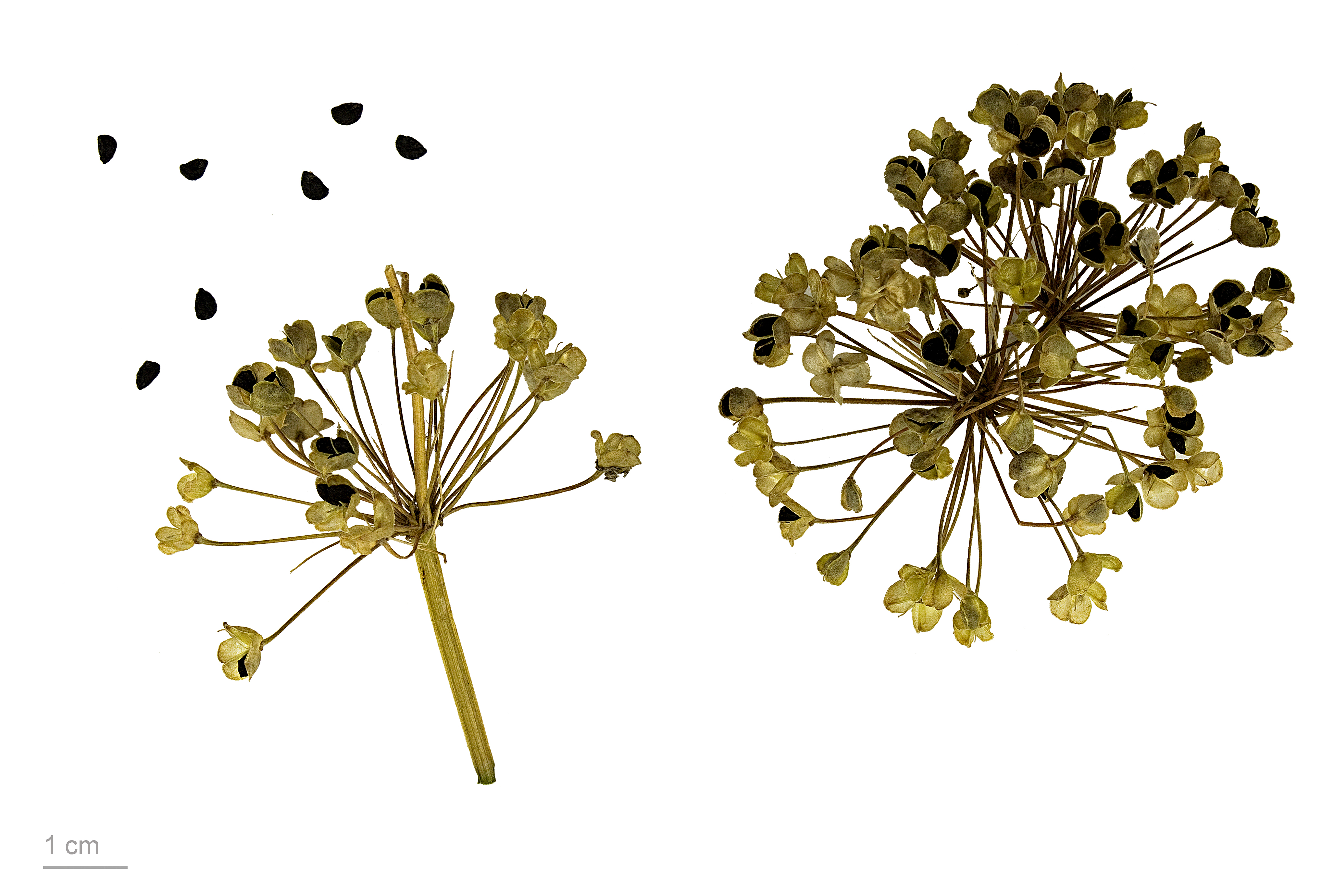
Allium tuberosum - MHNT

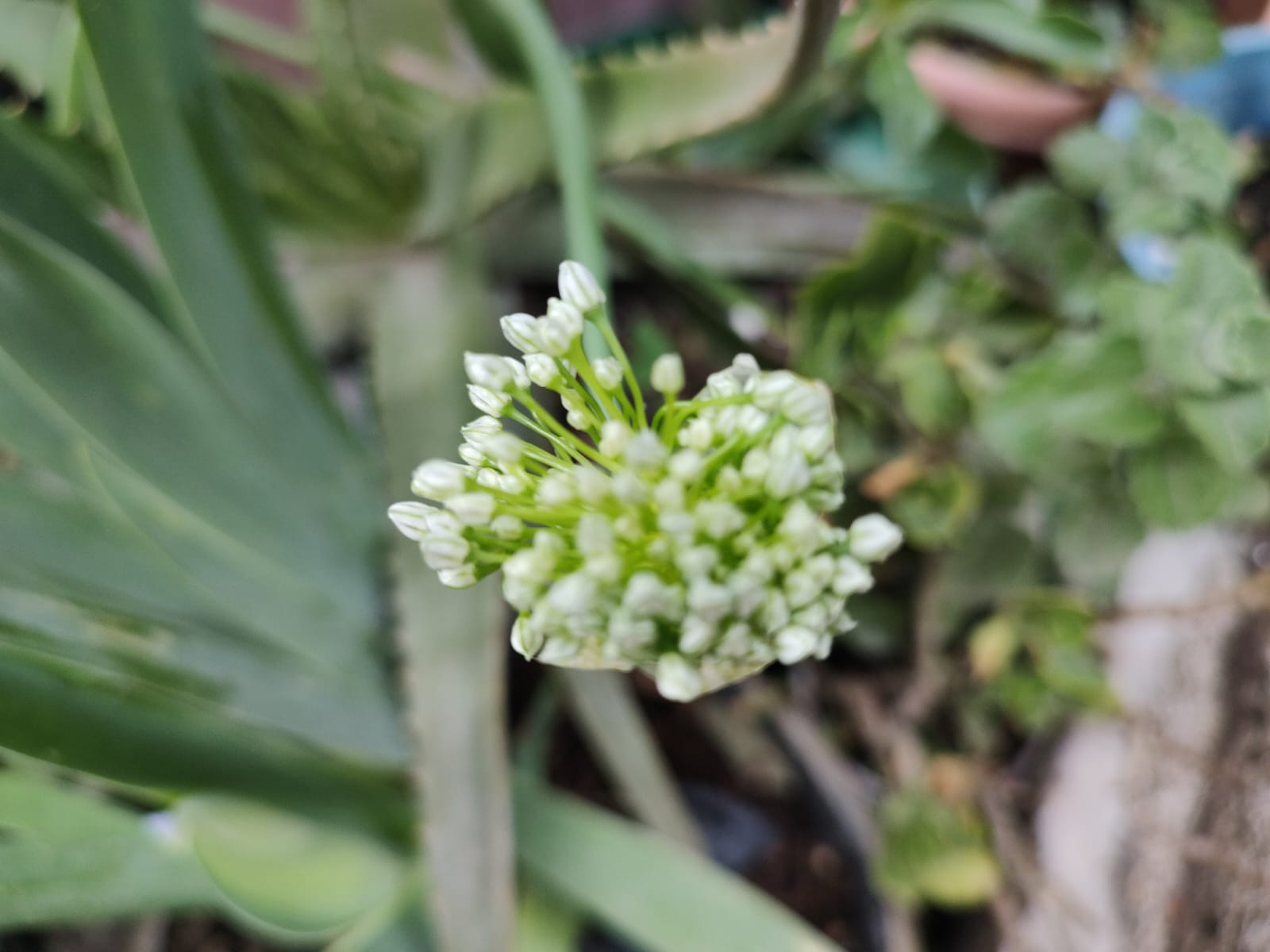

Allium tuberosum  es una verdura relacionada con la cebolla. Se cultiva y se utiliza como un sustituto para el ajo y la cebolla en la cocina y se conoce como "Maroi nakupi". A veces también se la llama “Nirá verde hierba”, donde “Nirá” es la romanización de la palabra japonesa “韮” , que significa cebollino ajo. En Filipinas se llama cuchay (en filipino: kutsáy). La planta tiene un hábito de crecimiento distintivo con hojas en forma de cintas, a diferencia de cualquiera  cebolla o ajo y finos tallos de floración blancos y rectos que son mucho más altos que las hojas. El sabor es más como el ajo cebollino.  Crece en lenta expansión de matas perennes, y también brota fácilmente a partir de semillas. En zonas más cálidas, las cebolletas de ajo pueden permanecer verdes todo el año. En climas fríos, las hojas y los tallos se mueren completamente, y vuelve a brotar de sus raíces o rizomas en la primavera.

## Como maleza
Allium tuberosum es una de las varias especies de Allium conocida como cebolla silvestre y / o ajo silvestre que en diversas partes del mundo están en la lista como malezas o como  malas hierbas de “alto impacto ambiental o agrícolas”.
Allium tuberosum se informó en la actualidad se encuentra asilvestrada en lugares dispersos de Estados Unidos. Especialmente en los estados de Illinois, Michigan, Ohio, Nebraska, Alabama, Iowa, Arkansas, Nebraska y Wisconsin Sin embargo, se cree que está más extendido en América del Norte debido a la disponibilidad de semillas y plántulas de esta especie como una hierba exótica y debido a su alta agresividad. Esta especie también se ha generalizado en gran parte de la Europa continental.

## Taxonomía
Allium  tuberosum fue descrita por Rottler ex Spreng. y publicado en Systema Vegetabilium, editio decima sexta 2: 38. 1825.
Etimología
Allium: nombre genérico muy antiguo. Las plantas de este género eran conocidos tanto por los romanos como por los griegos. Sin embargo, parece que el término tiene un origen celta y significa "quemar", en referencia al fuerte olor acre de la planta. Uno de los primeros en utilizar este nombre para fines botánicos fue el naturalista francés Joseph Pitton de Tournefort (1656-1708).
tuberosum: epíteto latino que significa “con tubérculo”.
Sinonimia
- Allium angulosum Lour. nom. illeg.
- Allium argyi H.Lév.
- Allium chinense Maxim. nom. illeg.
- Allium clarkei Hook.f.
- Allium roxburghii Kunth
- Allium sulvia Buch.-Ham. ex D.Don
- Allium tricoccum auct. non Blanco
- Allium tuberosum Roxb. nom. illeg.
- Allium tuberosum f. yezoense (Nakai) M.Hiroe
- Allium uliginosum G.Don
- Allium yesoense Nakai
- Allium yezoense Nakai
- Nothoscordum sulvia (Buch.-Ham. ex D.Don) Kunth[14]